# 市川右團次 (3代目)
三代目 市川 右團次（いちかわ うだんじ、1963年11月26日 - ）は、日本の歌舞伎役者、俳優。屋号は高嶋屋。定紋は三升に右（みますにみぎ）。前名は初代 市川 右近（しょだい いちかわ うこん）。日本舞踊紫派藤間流名取としては藤間 右近（ふじま うこん）を名乗る。本名は武田 右近（たけだ うこん）。大阪府大阪市出身。
長男は二代目市川右近、妹は藤間左近。
身長170cm・体重68kg・血液型A型。マネジメントはファザーズコーポレーション。 大阪市立高津小学校、慶應義塾中等部、慶應義塾高等学校、慶應義塾大学法学部政治学科卒業。

## 来歴・人物
父は、日本舞踊飛鳥流家元の飛鳥峯王（1929年 - 2023年）。
1972年6月、京都南座での「天一坊」一子忠右衛門で初舞台を踏み、1975年に上京して三代目市川猿之助に弟子入り。猿之助の部屋子となって初代市川右近を名乗る。それ以後は澤瀉屋の門弟としてスーパー歌舞伎など数々の演目に出演した。また、三代目市川猿之助が主宰する21世紀歌舞伎組の座長を務めた。
テレビドラマや歌舞伎以外の舞台への出演もあり、さらにはオペラの演出も手掛けるなど、多彩な活動を見せている。
2016年5月26日、2017年1月の新橋演舞場での正月『壽新春大歌舞伎』公演で、二代目市川右團次の死去から80年を経て上方歌舞伎の大名跡「市川右團次」を復活させ、三代目として襲名することを発表した。2017年1月3日、新橋演舞場での『壽新春大歌舞伎』初日を以て正式に三代目市川右團次を襲名、屋号も右團次の高嶋屋に改めた。
私生活では3度の結婚歴と2度の離婚歴があり、2006年12月に結婚した3人目の妻（9歳年下の女性）との間に2010年4月18日、自身が46歳のときに一人息子のタケルが誕生している。
2016年6月にはタケルが歌舞伎座で澤瀉屋の部屋子からは初となる二世代目として初御目見得を果たした。2017年1月にはそのタケルが父の前名を譲り受けて二代目市川右近を襲名して初舞台を踏んだ。

## 略歴
- 1963年11月 - 日本舞踊飛鳥流家元の長男として大阪府に生まれる。
- 1972年6月 - 京都南座で「天一坊」一子忠右衛門で初舞台。
- 1975年1月 - 市川猿之助の部屋子となり、市川右近を名乗る。
- 1987年3月 - 慶應義塾大学法学部卒業。
- 1989年 - 松尾芸能賞新人賞受賞。
- 1990年2月 - 咲くやこの花賞受賞。
- 1992年7月 - 歌舞伎座賞受賞。
- 1993年 - 国立劇場大劇場で第1回「市川右近の会」公演を開催。
- 1994年6月 - 名古屋ペンクラブ賞受賞。
- 1996年4月 - 真山青果賞激励賞受賞。
- 1997年 - シアターコクーンでの東京室内歌劇場公演「ポッペアの戴冠」で初めてオペラを演出。
- 1998年3月 - テレビ朝日『影武者徳川家康』で徳川秀忠役を演じ、テレビドラマ初出演。
- 2000年6月 - 重要無形文化財「歌舞伎」の保持者の団体の構成員として認定。
- 2014年6月 - 体調不良のため、『松竹大歌舞伎』広島公演から埼玉公演までを休演[13]。代役は市川笑三郎[13]。
- 2017年1月 - 新橋演舞場『壽新春大歌舞伎』で三代目市川右團次を襲名した[9]。

## 受賞歴
- 1989年 松尾芸能賞新人賞
- 1990年 咲くやこの花賞（大阪市制定）
- 1992年 歌舞伎座賞（「倭仮名在原系図－蘭平物狂」（奴 蘭平に対して））
- 1994年 名古屋ペンクラブ賞（「八犬伝」（スーパー歌舞伎 犬江新兵衛に対して））
- 1996年 真山青果賞激励賞（「慶喜命乞」（山岡鉄太郎に対して））

## メディア出演

### テレビドラマ
- 影武者徳川家康（テレビ朝日、1998年6月 - 9月） - 徳川秀忠 役
- 隠密奉行・朝比奈 第1シリーズ 第6話「越前竹人形の秘密」（フジテレビ、1998年） - 有馬左衛門佐 役
- 赤穂浪士（テレビ東京、1999年1月2日） - 赤埴源蔵 役
- TBS開局60周年記念ドラマ 99年の愛〜JAPANESE AMERICANS〜（TBS、2010年11月3日 - 7日） - 野中一馬 役
- 水戸黄門 第42部（TBS / C.A.L） - 大石内蔵助 役
  - 第11話「大晦日、都で悪の大掃除 -京-」（2010年12月20日）
  - 第15話「内蔵助殿、助太刀致す -赤穂-」（2011年1月31日）
- スペシャルドラマ LEADERS リーダーズ（TBS、2014年3月22日 - 23日） - 隅沢和志 役
- 陸王（TBS、2017年） - 村野尊彦 役
- 剣客商売 手裏剣お秀（フジテレビ、2018年12月21日） - 松平下総守 役
- 監察医 朝顔（フジテレビ、2019年9月3日 - 9月23日）第8話 - 最終話   - 神崎譲治 役[14]
- 小吉の女房2（2021年4月 - 、NHK BSプレミアム）   - 新門辰五郎 役
- ドラゴン桜（TBS、2021年） - 松原佳浩 役
- 大河ドラマ どうする家康（2023年、NHK） - 空誓上人 役[15]

### 舞台
- ミュージカル『白蛇伝〜White Lovers〜』 - 雄佐役 （2006年）
- 劇団EXILE W-IMPACT『レッドクリフ 〜戦〜』 - 劉備役 （2011年）
- Sound Theatre THANATOS（タナトス） デイビッド・スウェイン役（2012年）作・演出：藤沢文翁

### 映画
- ゴッドマザー〜コシノアヤコの生涯〜（2025年5月23日）[16]

### テレビCM
- ABCマート（2018年3月8日 - ）[17]
- TOTO ネオレスト「ほんまや」篇、ザ・クラッソ「笑う当主」篇、シンラ「ええ声」篇（2022年 - ） ※松尾諭、田中哲司と共演[18]

### その他テレビ番組出演
- 超・人〜virtuoso〜（BS-i）[19]
  - ナビゲーター（2005年7月3日 - 2008年9月28日）[19]
  - #128「市川右近 戯場の国王子」（2008年9月28日）[20]
- 日本の乗れない鉄道に乗ってみた!（BSテレ東・BSテレ東4K） - ナビゲーター[21]
  - 2022年7月26日
  - 2022年12月30日
- 発見!タカトシランド（北海道文化放送） - ゲスト出演
  - 屯田＆緑苑台エリアへ！（2022年11月18日）
  - 石狩エリアでいいとこ探し！（2022年11月25日）